# Tolpia talauti
Tolpia talauti là một loài bướm đêm thuộc họ Erebidae. Nó được tìm thấy ở quần đảo Talaud.
Sải cánh dài khoảng 14 mm. Cánh sau màu nâu và phía dưới nâu đồng nhất.